# I. A třída Plzeňského kraje 2009/2010
I. A třídu Plzeňského kraje (jednu ze skupin 6. fotbalové ligy) hrálo v sezóně 2009/2010 16 klubů. Vítězem a postupijícím se stal tým TJ Slavoj Stod, postoupil i druhý tým TJ Čechie Příkosice. Sestoupily týmy TJ Baník Zbůch, FK Okula Nýrsko, TJ Sokol Manětín a FK Staňkov.

## Systém soutěže
Kluby se střetly v soutěži každý s každým dvoukolovým systémem podzim–jaro, hrály tedy 30 kol.

## Výsledná tabulka
| Poř. | Tým                         | Z  | V  | R  | P  | VG | OG | B  |
| ---- | --------------------------- | -- | -- | -- | -- | -- | -- | -- |
| 1.   | TJ Slavoj Stod (N)          | 30 | 20 | 7  | 3  | 98 | 36 | 67 |
| 2.   | TJ Čechie Příkosice         | 30 | 17 | 5  | 8  | 84 | 48 | 56 |
| 3.   | TJ Město Zbiroh             | 30 | 15 | 9  | 6  | 44 | 32 | 54 |
| 4.   | SK Kovodružstvo Strážov (N) | 30 | 13 | 6  | 11 | 40 | 38 | 45 |
| 5.   | TJ Sušice                   | 30 | 12 | 9  | 9  | 43 | 35 | 45 |
| 6.   | TJ Nýřany (S)               | 30 | 13 | 5  | 12 | 57 | 66 | 44 |
| 7.   | TJ Zruč (N)                 | 30 | 13 | 5  | 12 | 39 | 43 | 44 |
| 8.   | FK Nepomuk                  | 30 | 12 | 8  | 10 | 52 | 41 | 44 |
| 9.   | TJ Jiskra Domažlice „B“ (N) | 30 | 12 | 8  | 10 | 61 | 45 | 44 |
| 10.  | TJ Keramika Chlumčany       | 30 | 10 | 11 | 9  | 51 | 46 | 41 |
| 11.  | TJ Baník Zbůch (S)          | 30 | 10 | 6  | 14 | 40 | 47 | 36 |
| 12.  | FC Křimice                  | 30 | 10 | 6  | 14 | 44 | 45 | 36 |
| 13.  | TJ Start Luby               | 30 | 10 | 2  | 18 | 33 | 63 | 32 |
| 14.  | FK Okula Nýrsko             | 30 | 8  | 6  | 16 | 28 | 42 | 30 |
| 15.  | TJ Sokol Manětín (S)        | 30 | 7  | 5  | 18 | 38 | 72 | 26 |
| 16.  | FK Staňkov (S)              | 30 | 7  | 4  | 19 | 28 | 81 | 25 |

Poznámky:
- Z = Odehrané zápasy; V = Vítězství; R = Remízy; P = Prohry; VG = Vstřelené góly; OG = Obdržené góly; B = Body; (S) = Mužstvo sestoupivší z vyšší soutěže; (N) = Mužstvo postoupivší z nižší soutěže (nováček)

|  | Postup do Přeboru Plzeňského kraje 2010/2011    |
|  | Sestup do I. B třídy Plzeňského kraje 2010/2011 |